# Xanthorhoe livinaria
Xanthorhoe livinaria là một loài bướm đêm trong họ Geometridae.